# Tibiceninae
Sous-famille
La sous-famille des Tibiceninae regroupe des insectes de l'ordre des hémiptères de la famille des Cicadidae (cigales). Ce sont des insectes hétérométaboles (seule la dernière métamorphose sera complète).

## Dénomination
- Cette sous-famille a été décrite par Van Duzee en 1916[1].
- Le genre type pour cette sous-famille était Tibicen (Latreille, 1825).

Actuellement les genres attribués à cette sous-famille font partie de la sous-famille des Cicadinae.

## Article lié
- Cicadidae